# Firmin Yangambi Libote
 (novembre 2022).
Firmin Yangambi Libote est un homme politique, avocat congolais, bâtonnier de la province de la Tshopo au barreau de Kisangani et avocat à la CPI, activiste des droits humains et président de l'ONG Paix sur terre qui milite pour l'appui aux victimes de la guerre,.